# Краљева болница у Цариграду
Краљева болница у Цариграду (грч. Ξενὼν τοὒ Κράλη) је задужбина српског краља Стефана Уроша II Милутина (1282—1321), подигнута почетком XIV века у склопу цариградског манастира Петра, који је тада обновљен. Приликом оснивања, Милутин јој је доделио поседе од чијих се прихода болница издржавала, а једна од њених обавеза била је да игуману светогорског манастира Хиландара обезбеди три собе током сваке његове посете Цариграду.
Монах и носокомос (лекар) Натанијел је 1406. године наручио поновно коричење илустроване копије са почетка VI века (која се данас чува у Бечкој Аустријској националној библиотеци), дела „Περί ὕλης ἰατρικής/De Materia Medica“, које је написао Педаније Дискорид (Πεδάνιος Διοσκορίδης/Pedánius Dioscorídes) у првом веку наше ере. Нешто касније, у XV веку, уз болницу је основана и школа (католикон музеион). Током последњих година Византије, у њој су, између осталих, предавали Михајло Апостолес и Јован Аргиропулос.